# Hodan Nalayeh
Hodan Nalayeh, in arabo هودان نالايآه‎? (1976 – Kismayo, 12 luglio 2019), è stata un'imprenditrice, giornalista e attivista somala naturalizzata canadese e presidente della Cultural Integration Agency uccisa insieme al marito durante un attacco terroristico.

## Biografia
Nalayeh è nata nel 1976 in Somalia. È cresciuta in una famiglia numerosa, con quattro fratelli e sette sorelle, di cui Dega Nalayeh è senior vice president advisor dei clienti privati per la US Trust.
All'età di sei anni emigrò in Canada nel 1984 insieme ai suoi genitori e fratelli. Inizialmente la famiglia si stabilì a Edmonton, in Alberta, prima di trasferirsi a Toronto nel 1992.
Nalayeh frequentò il West Humber Collegiate Institute, una scuola superiore di Etobicoke, proseguendo all'Università di Windsor, dove conseguì una laurea in Comunicazione e successivamente un certificato post laurea in giornalismo televisivo presso il Seneca College.
A novembre 2018 Nalayeh sposò Farid Juma Suleiman a Nairobi, in Kenya con il quale ebbe due figli.

## Carriera
Nalayeh lavorò nella gestione dei clienti, delle vendite e della produzione in radio e televisione per oltre 13 anni, come produttrice in numerosi programmi TV, tra cui American Idol e So You Think You Can Dance. Inoltre, Nalayeh fornì consulenza in marketing e gestione del brand a società private.
A settembre 2013, Nalayeh venne nominata Vice President of Sales & Programming Development della società canadese Cameraworks Productions International con sede a Vaughan, Ontario, focalizzata sulla pre-post-produzione di risorse video business-to-business.
Nalayeh ricoprì il ruolo di Presidente dell'Agenzia per l'integrazione culturale, una società di servizi multimediali specializzata nello sviluppo, produzione, commercializzazione e distribuzione di programmi multiculturali. A febbraio 2014, la società collaborò con Cameraworks Productions International per produrre un nuovo format televisivo per la programmazione della comunità culturale. A tal fine, il 1 marzo Nalayeh ospitò lo spettacolo di mezz'ora della comunità somala Integration: Building a New Identity Cultural, che andò in onda sabato sera su Citytv. Lavorò inoltre come produttrice esecutiva nel programma settimanale di Toronto.
Oltre alla produzione e alla consulenza mediatica, Nalayeh svolse attività di volontariato e advocacy per la comunità somala. Fondò il Somali Refugee Awareness Project, che nel 2011 conferì un Lifetime Achievement Award al artista somalo, il veterano Saado Ali Warsame. In tale veste, Nalayeh lavorò a stretto contatto con una serie di organizzazioni senza fini di lucro.
Oltre al somalo, Hodan parlava fluentemente inglese.

## Morte
Hodan Nalayeh (che all'epoca era incinta) e suo marito Farid Juma Suleiman vennero uccisi durante un attacco terroristico all'Hotel Asasey di Kismayo, in Somalia, il 12 luglio 2019. L'attacco coinvolse l'esplosione dell'auto e uno sparo. Il gruppo radicale jihadista al-Shabaab, con sede nella Somalia meridionale, rivendicò la responsabilità dell'attacco.